# Общая химия
О́бщая хи́мия — курс химии в ВУЗах и в средних школах (лицеях, гимназиях), изучаемый в 8—11 классах, представляющий собой совокупность ряда разделов неорганической, органической, физической, аналитической химии, а также других направлений химической науки. Основами современного курса общей химии являются учение о строении атома и периодический закон Менделеева.
Общая химия обычно включает информацию о химических и физических свойствах важнейших неорганических, органических веществ, основные сведения о теории строения вещества, элементы химической термодинамики и кинетики, учение о растворах, сведения о закономерности органического синтеза, основы физикохимического анализа веществ и др.
Общей химией также иногда называют произвольно выбранную совокупность разделов различных направлений химической науки, чтобы подчеркнуть определённую неадекватность и эклектичность существующей рубрикации химической науки (например, неорганическая и органическая химия — в основе рубрикация по объектам исследования, аналитическая химия — в основе рубрикация цели и методы исследования).

## Классические учебники
- Некрасов Б. В. Основы общей химии. В 2-х томах. — 3-е изд. — М.: Химия, 1973.
- Глинка Н. Л. Общая химия. — 24-е изд., испр. — Л.: Химия, 1985. — 702 с.
- Практический курс общей химии / М-во образования Рос. Федерации. Моск. физ.-техн. ин-т (гос. ун-т); [Зеленцов В. В. и др.]. - М. : Моск. физ.-техн. ин-т (гос. ун-т), 2001. - 288 с. : ил., табл.; 20 см.; ISBN 5-7417-0157-4
- Коровин Н. В. Общая химия. — 11-е изд. — М.: Высшая школа, 2009. — 557 с.
- Ахметов Н. С. Общая и неорганическая химия. — 7-е изд. — Высшая школа, 2009. — 743 с.
- Хомченко И. Г. Общая химия. — 2-е изд. — М.: Новая волна, 2010.
- Практикум по общей химии / Под ред. Дунаева. — 4-е изд. — М.: МГУ, 2005. — 336 с. — (Классический университетский учебник).

## Классические зарубежные учебники
- Кемпбел Дж. Современная общая химия. В трех томах. — М.: Мир, 1975.
- Полинг Л. Общая химия. — М.: Мир, 1974. — 848 с.
- Хаускрофт К., Констебл Э. Современный курс общей химии. В 2-х томах. — М.: Мир, 2009. — (Лучший зарубежный учебник).
- Браун Т., Лемей Г.Ю. Химия - в центре наук. В 2-х томах. — М.: Мир, 1983. — 968 с.

## Учебники для медицинских высших учебных заведений
- Барковский Е.В. Общая химия./ Е.В. Барковский, С.В. Ткачёв, Л.Г. Петрушенко. - Минск: Вышэйшая школа, 2013.- 639 с.